# Антіокія (департамент)
Антіо́кія (Антйокія; Antioquia) — департамент на заході Колумбії.
Площа — 63612 км².
Населення — 6,4 млн осіб (2018; 3,5 млн в 1977).
Адміністративний центр — місто Медельїн.

## Природа

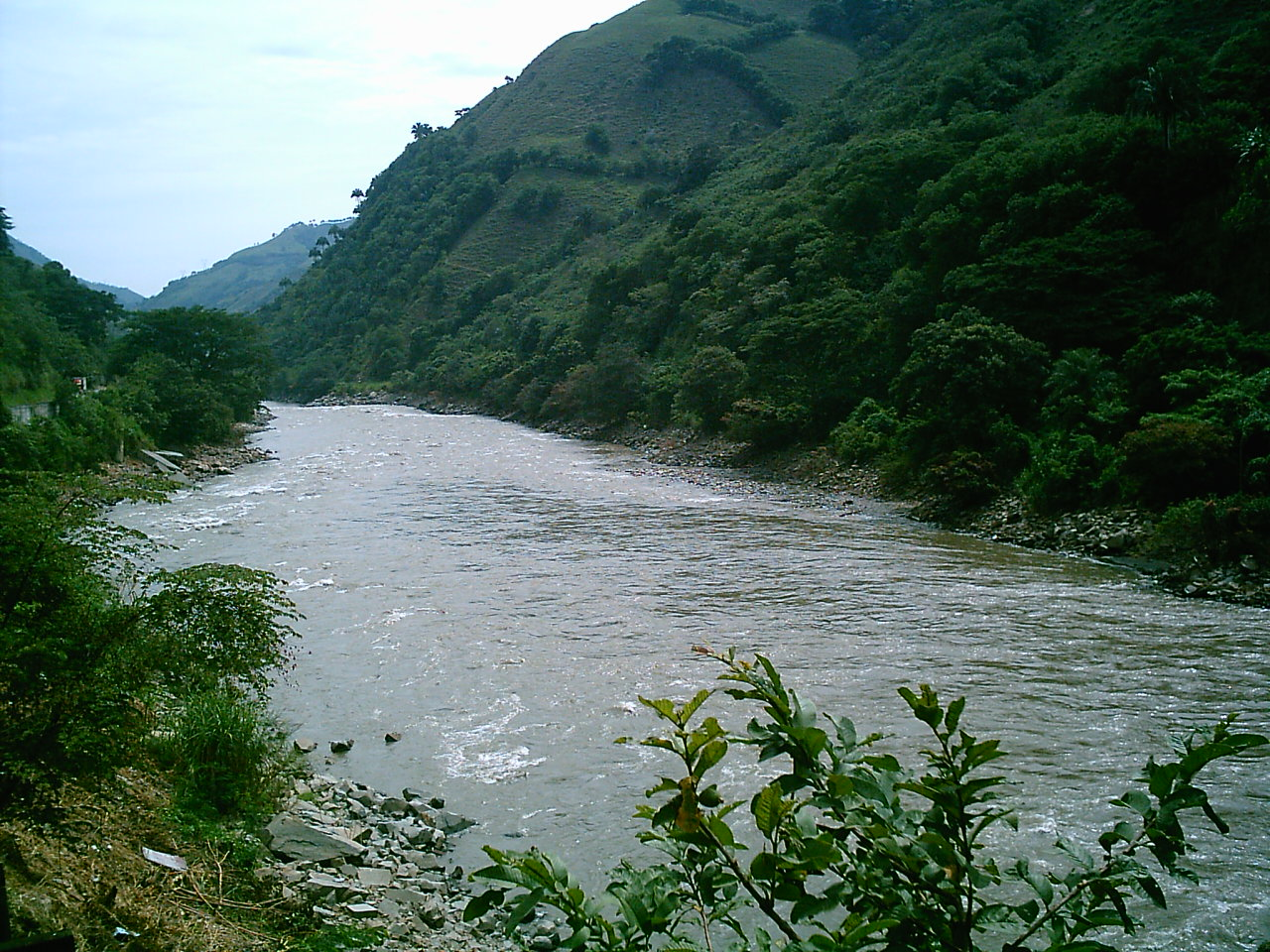
Річка Каука

Центральна частина території департаменту займають Західна Кордильєра Колумбійських Андів та масив Антіокія, розділені долиною річки Каука. Зі сходу до масиву підходить Центральна Кордильєра. На півночі, заході та сході — поширені рівнини з спекотним та вологим кліматом.
Пересічні температури в Медельїні 20-21 °C. Опадів 1500–2000 мм за рік.
Найбільші річки департаменту — Маґдалена та Каука.
Ліси займають близько 50 % території. Східні підвітряні схили Західної Кордильєри посушливі, ліси починаються з висоти 2500 м. Обидва схили Центральної Кордильєри вкриті вологотропічними лісами.

## Економіка

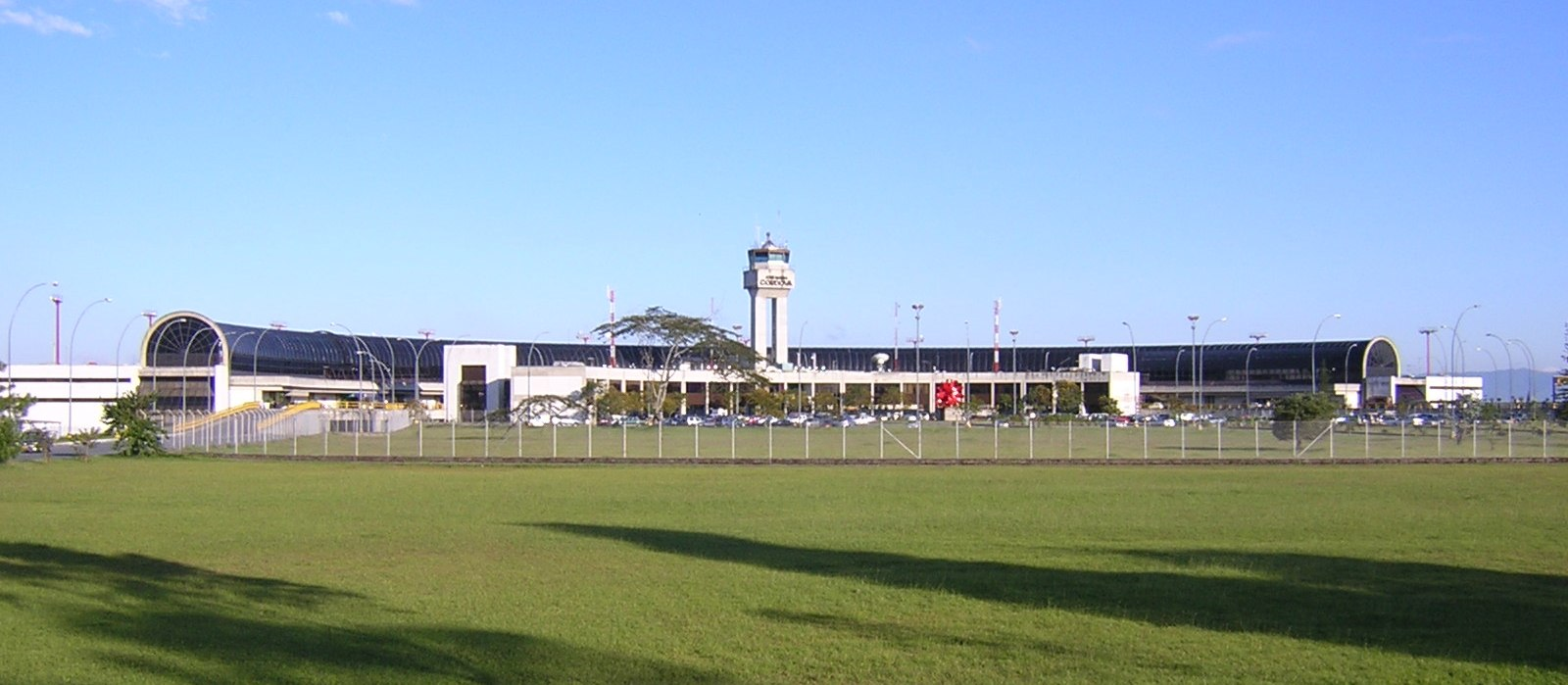
Аеропорт Хосе-Марія-Кордова, Медельїн

В господарстві велику роль відіграє гірничо-видобувна промисловість. В Західній Кордильєрі видобувається вугілля, в долинах річок Маґдалена та Атрато — нафта (1/3 видобутку країни), у відрогах Центральної Кордильєри — золото та срібло (80 %). Питома вага департаменту в промисловості Колумбії становить 20 %.
Серед галузей промисловості розвитку набули легка (текстильна, швейна, шкіряна), харчова, цементна, електротехнічна та виробництво виробів із каучуку. Серед населення розвинені ремесла.
Основні сільськогосподарські культури департаменту: кава (17 %), кукурудза, юка, цукрова тростина, рис. Серед галузей тваринництва найрозвиненіше скотарство (2 млн голів) та свинарство (0,3 млн голів).
Довжина автошляхів становить 3000 км. Залізниця з'єднує місто Медельїн зі столицею та містом Санта-Марта. Розвинене річкове судноплавство по річці Маґдалена — порт Пуерто-Берріо.
В місті Ріо-Негро, що на околицях Медельїна, розташований міжнародний аеропорт Хосе-марія-Кордова. Також у департаменті розташований Технічний університет Антіокії.

## Адміністративний поділ
Антіокія поділяється на 9 субрегіонів:
- Південно-західна Антіокія
- Східна Антіокія
- Північно-західна Антіокія
- Північна Антіокія
- Західна Антіокія
- Байо-Каука
- Магдалена-Медіо
- Ураба
- Медельїн

Субрегіони поділяються на 125 муніципалітетів:

Муніципалітети департаменту Антіокія.

| № на мапі | Прапор | Муніципалітет                                         | Субрегіон                 | Площа, км² | Населення, чол. (2005) |
| --------- | ------ | ----------------------------------------------------- | ------------------------- | ---------- | ---------------------- |
| 1         |        | Касерес (Cáceres)                                     | Байо-Каука                | 1996       | 22 812                 |
| 2         |        | Каукасія (Caucasia)                                   | Байо-Каука                | 1411       | 64 847                 |
| 3         |        | Ель-Багре (El Bagre)                                  | Байо-Каука                | 1563       | 59 836                 |
| 4         |        | Нечі (Nechí)                                          | Байо-Каука                | 914        | 10 134                 |
| 5         |        | Тараса (Tarazá)                                       | Байо-Каука                | 1560       | 29 406                 |
| 6         |        | Сарагоса (Zaragoza)                                   | Байо-Каука                | 1064       | 32 916                 |
| 7         |        | Караколі (Caracolí)                                   | Магдалена-Медіо           | 260        | 6 402                  |
| 8         |        | Масео (Maceo)                                         | Магдалена-Медіо           | 431        | 8 376                  |
| 9         |        | Пуерто-Берріо (Puerto Berrío)                         | Магдалена-Медіо           | 1184       | 38 466                 |
| 10        |        | Пуерто-Наре (Puerto Nare)                             | Магдалена-Медіо           | 660        | 12 774                 |
| 11        |        | Пуерто-Тріунфо (Puerto Triunfo)                       | Магдалена-Медіо           | 361        | 13 224                 |
| 12        |        | Йондо (Yondó)                                         | Магдалена-Медіо           | 1881       | 13 548                 |
| 13        |        | Амальфі (Amalfi)                                      | Північно-західна Антіокія | 1224       | 19 215                 |
| 14        |        | Анорі (Anorí)                                         | Північно-західна Антіокія | 1447       | 15 344                 |
| 15        |        | Сіснерос (Cisneros)                                   | Північно-західна Антіокія | 46         | 10 447                 |
| 16        |        | Ремедіос (Remedios)                                   | Північно-західна Антіокія | 1985       | 17 658                 |
| 17        |        | Сан-Роке (San Roque)                                  | Північно-західна Антіокія | 441        | 20 189                 |
| 18        |        | Санто-Домінго (Santo Domingo)                         | Північно-західна Антіокія | 271        | 12 738                 |
| 19        |        | Сеговія (Segovia)                                     | Північно-західна Антіокія | 1231       | 40 647                 |
| 20        |        | Вегачі (Vegachí)                                      | Північно-західна Антіокія | 512        | 17 459                 |
| 21        |        | Ялі (Yalí)                                            | Північно-західна Антіокія | 447        | 6 273                  |
| 22        |        | Йоломбо (Yolombó)                                     | Північно-західна Антіокія | 941        | 16 157                 |
| 23        |        | Ангостура (Angostura)                                 | Північна Антіокія         | 392        | 15 546                 |
| 24        |        | Бельміра (Belmira)                                    | Північна Антіокія         | 279        | 6 500                  |
| 25        |        | Брисеньйо (Briceño)                                   | Північна Антіокія         | 406        | 10 730                 |
| 26        |        | Кампаменто (Campamento)                               | Північна Антіокія         | 200        | 10 821                 |
| 27        |        | Кароліна-дель-Принсіпе (Príncipe)                     | Північна Антіокія         | 200        | 4658                   |
| 28        |        | Донматіас (Donmatías)                                 | Північна Антіокія         | 181        | 15 222                 |
| 29        |        | Ентрерріос (Entrerríos)                               | Північна Антіокія         | 219        | 8 305                  |
| 30        |        | Ґомес-Плата (Gómez Plata)                             | Північна Антіокія         | 360        | 9 203                  |
| 31        |        | Гвадалупе (Guadalupe)                                 | Північна Антіокія         | 87         | 6 286                  |
| 32        |        | Ітуанго (Ituango)                                     | Північна Антіокія         | 2345       | 43 919                 |
| 33        |        | Сан-Андрес-де-Куеркія (San Andrés de Cuerquia)        | Північна Антіокія         | 177        | 10 709                 |
| 34        |        | Сан-Хосе-де-ла-Монтаньйя (San José de la Montaña)     | Північна Антіокія         | 127        | 3 862                  |
| 35        |        | Сан-Педро-де-лос-Мілагрос (San Pedro de los Milagros) | Північна Антіокія         | 229        | 24 350                 |
| 36        |        | Санта-Роса-де-Осос (Santa Rosa de Osos)               | Північна Антіокія         | 805        | 26 100                 |
| 37        |        | Толедо (Toledo)                                       | Північна Антіокія         | 139        | 10 652                 |
| 38        |        | Вальдівія (Valdivia)                                  | Північна Антіокія         | 545        | 11 963                 |
| 39        |        | Ярумаль (Yarumal)                                     | Північна Антіокія         | 724        | 52 000                 |
| 40        |        | Абріакі (Abriaquí)                                    | Західна Антіокія          | 290        | 4200                   |
| 41        |        | Санта-Фе-де-Антіокія (Santa Fe de Antioquia)          | Західна Антіокія          | 499        | 22 764                 |
| 42        |        | Анса (Anzá)                                           | Західна Антіокія          | 256        | 8 900                  |
| 43        |        | Арменія (Armenia)                                     | Західна Антіокія          | 111        | 7 006                  |
| 44        |        | Бурітіка (Buriticá)                                   | Західна Антіокія          | 368        | 8 613                  |
| 45        |        | Каньйясгордас (Cañasgordas)                           | Західна Антіокія          | 391        | 22 408                 |
| 46        |        | Дабейба (Dabeiba)                                     | Західна Антіокія          | 1883       | 30 088                 |
| 47        |        | Ебехіко (Ebéjico)                                     | Західна Антіокія          | 235        | 16 317                 |
| 48        |        | Фронтіно (Frontino)                                   | Західна Антіокія          | 1236       | 25 018                 |
| 49        |        | Хіральдо (Giraldo)                                    | Західна Антіокія          | 96         | 5 449                  |
| 50        |        | Еліконія (Heliconia)                                  | Західна Антіокія          | 117        | 7 499                  |
| 51        |        | Ліборіна (Liborina)                                   | Західна Антіокія          | 217        | 10 121                 |
| 52        |        | Олайя (Olaya)                                         | Західна Антіокія          | 90         | 2686                   |
| 53        |        | Пеке (Peque)                                          | Західна Антіокія          | 392        | 10 382                 |
| 54        |        | Сабаналарга (Sabanalarga)                             | Західна Антіокія          | 256        | 9 218                  |
| 55        |        | Сан-Херонімо (San Jerónimo)                           | Західна Антіокія          | 155        | 11 366                 |
| 56        |        | Сопетран (Sopetrán)                                   | Західна Антіокія          | 223        | 11 948                 |
| 57        |        | Ураміта (Uramita)                                     | Західна Антіокія          | 236        | 8 701                  |
| 58        |        | Абехорраль (Abejorral)                                | Східна Антіокія           | 497        | 25 344                 |
| 59        |        | Алехандрія (Alejandría)                               | Східна Антіокія           | 151        | 5 941                  |
| 60        |        | Аргелія (Argelia)                                     | Східна Антіокія           | 257        | 8 911                  |
| 61        |        | Ель-Кармен-де-Вібораль (Carmen de Viboral)            | Східна Антіокія           | 448        | 46 062                 |
| 62        |        | Кокорна (Cocorná)                                     | Східна Антіокія           | 210        | 21 552                 |
| 63        |        | Консепсіон (Concepción)                               | Східна Антіокія           | 167        | 5 933                  |
| 64        |        | Гранада (Granada)                                     | Східна Антіокія           | 183        | 17 326                 |
| 65        |        | Гуарне (Guarne)                                       | Східна Антіокія           | 151        | 33 847                 |
| 66        |        | Гуатапе (Guatapé)                                     | Східна Антіокія           | 69         | 7 623                  |
| 67        |        | Ла-Сеха (La Ceja)                                     | Східна Антіокія           | 131        | 47 499                 |
| 68        |        | Ла-Уніон (La Unión)                                   | Східна Антіокія           | 198        | 19 553                 |
| 69        |        | Маринилья (Marinilla)                                 | Східна Антіокія           | 115        | 45 685                 |
| 70        |        | Нариньйо (Nariño)                                     | Східна Антіокія           | 313        | 14 670                 |
| 71        |        | Ель-Пеньоль (El Peñol)                                | Східна Антіокія           | 143        | 17 622                 |
| 72        |        | Ель-Ретіро (El Retiro)                                | Східна Антіокія           | 273        | 17 692                 |
| 73        |        | Ель-Сантуаріо (El Santuario)                          | Східна Антіокія           | 75         | 30 692                 |
| 74        |        | Ріонегро (Rionegro)                                   | Східна Антіокія           | 196        | 101 046                |
| 75        |        | Сан-Карлос (San Carlos)                               | Східна Антіокія           | 702        | 22 678                 |
| 76        |        | Сан-Франциско (San Francisco)                         | Східна Антіокія           | 372        | 10 328                 |
| 77        |        | Сан-Луїс (San Luis)                                   | Східна Антіокія           | 453        | 16 445                 |
| 78        |        | Сан-Рафаель (San Rafael)                              | Східна Антіокія           | 362        | 19 118                 |
| 79        |        | Сан-Вісенте (San Vicente)                             | Східна Антіокія           | 243        | 25 069                 |
| 80        |        | Сонсон (Sonsón)                                       | Східна Антіокія           | 1323       | 38 359                 |
| 81        |        | Амага (Amagá)                                         | Південно-західна Антіокія | 85         | 26 954                 |
| 82        |        | Андес (Andes)                                         | Південно-західна Антіокія | 449        | 38 854                 |
| 83        |        | Анхелополіс (Angelópolis)                             | Південно-західна Антіокія | 87         | 6 586                  |
| 84        |        | Бетанія (Betania)                                     | Південно-західна Антіокія | 170        | 11 133                 |
| 85        |        | Сьюдад-Болівар (Ciudad Bolívar)                       | Південно-західна Антіокія | 285        | 28 466                 |
| 86        |        | Бетулія (Betulia)                                     | Південно-західна Антіокія | 255        | 17 226                 |
| 87        |        | Караманта (Caramanta)                                 | Південно-західна Антіокія | 86         | 7 771                  |
| 88        |        | Конкордія (Concordia)                                 | Південно-західна Антіокія | 231        | 25 207                 |
| 89        |        | Каиседо (Caicedo)                                     | Південно-західна Антіокія | 221        | 7 608                  |
| 90        |        | Фредонія (Fredonia)                                   | Південно-західна Антіокія | 247        | 22 879                 |
| 91        |        | Іспанія (Hispania)                                    | Південно-західна Антіокія | 58         | 4 553                  |
| 92        |        | Хардін (Jardín)                                       | Південно-західна Антіокія | 224        | 16 837                 |
| 93        |        | Херіко (Jericó)                                       | Південно-західна Антіокія | 193        | 17 751                 |
| 94        |        | Ла-Пінтада (La Pintada)                               | Південно-західна Антіокія | 55         | 10 837                 |
| 95        |        | Монтебельо (Montebello)                               | Південно-західна Антіокія | 86         | 9 405                  |
| 96        |        | Пуеблорріко (Pueblorrico)                             | Південно-західна Антіокія | 86         | 10 740                 |
| 97        |        | Сальгар (Salgar)                                      | Південно-західна Антіокія | 418        | 18 110                 |
| 98        |        | Санта-Барбара (Santa Bárbara)                         | Південно-західна Антіокія | 185        | 25 547                 |
| 99        |        | Тамесіс (Támesis)                                     | Південно-західна Антіокія | 245        | 17 346                 |
| 100       |        | Тарсо (Tarso)                                         | Південно-західна Антіокія | 119        | 6 947                  |
| 101       |        | Тітірібі (Titiribí)                                   | Південно-західна Антіокія | 142        | 11 255                 |
| 102       |        | Уррао (Urrao)                                         | Південно-західна Антіокія | 2556       | 42 247                 |
| 103       |        | Вальпараісо (Valparaíso)                              | Південно-західна Антіокія | 130        | 8 033                  |
| 104       |        | Венесія (Venecia)                                     | Південно-західна Антіокія | 141        | 13 978                 |
| 105       |        | Апартадо (Apartadó)                                   | Ураба                     | 607        | 134 572                |
| 106       |        | Арболетес (Arboletes)                                 | Ураба                     | 718        | 22 480                 |
| 107       |        | Карепа (Carepa)                                       | Ураба                     | 380        | 42 075                 |
| 108       |        | Чігородо (Chigorodó)                                  | Ураба                     | 608        | 57 556                 |
| 109       |        | Муріндо (Murindó)                                     | Ураба                     | 1349       | 3 622                  |
| 110       |        | Мутата (Mutatá)                                       | Ураба                     | 1106       | 15 583                 |
| 111       |        | Некоклі (Necoclí)                                     | Ураба                     | 1361       | 40 277                 |
| 112       |        | Сан-Хуан-де-Ураба (San Juan de Urabá)                 | Ураба                     | 239        | 22 175                 |
| 113       |        | Сан-Педро-де-Ураба (San Pedro de Urabá)               | Ураба                     | 476        | 32 781                 |
| 114       |        | Турбо (Turbo)                                         | Ураба                     | 2759       | 122 780                |
| 115       |        | Віхія-дель-Фуерте (Vigía del Fuerte)                  | Ураба                     | 1780       | 12 156                 |
| 116       |        | Барбоса (Barbosa)                                     | Медельїн                  | 208        | 42 537                 |
| 117       |        | Бельо (Bello)                                         | Медельїн                  | 142        | 371 973                |
| 118       |        | Кальдас (Caldas)                                      | Медельїн                  | 133        | 67 372                 |
| 119       |        | Копакабана (Copacabana)                               | Медельїн                  | 70         | 61 421                 |
| 120       |        | Енвігадо (Envigado)                                   | Медельїн                  | 50         | 175 240                |
| 121       |        | Хірардота (Girardota)                                 | Медельїн                  | 78         | 42 774                 |
| 122       |        | Ітагуї (Itagüí)                                       | Медельїн                  | 17         | 230 272                |
| 123       |        | Ла-Естрелья (La Estrella)                             | Медельїн                  | 35         | 52 709                 |
| 124       |        | Медельїн (Medellín)                                   | Медельїн                  | 380,64     | 2 223 078              |
| 125       |        | Сабанета (Sabaneta)                                   | Медельїн                  | 15         | 44 820                 |

## Населення
- Білі / Метиси (88.6%)
- Чорні (10.9%)
- Індіанці (0.5%)